# Aracoiaba
Aracoiaba é um município brasileiro do estado do Ceará, Região Nordeste do país pertencente à microrregião de Baturité, mesorregião do Norte Cearense. Com uma área de 643,988 km², sendo 6,6403 km² de área urbana, está distante 79 km de Fortaleza, a capital estadual e 1 613 km de Brasília, capital federal. Sua população no censo demográfico de 2022 era de 25 553 habitantes, segundo o Instituto Brasileiro de Geografia e Estatística (IBGE), sendo o septuagésimo quarto mais populoso do estado do Ceará, sendo um dos municípios de destaque no Maciço de Baturité, no Ceará.
Aracoiaba era uma antiga comunidade do Ceará, que remonta à primeira metade do século XVIII. Era habitada por povos indígenas de origem tapuia, incluindo jenipapos, canindés, chorós e quesitos. Em 1655, os jesuítas chegaram à região do Maciço de Baturité e estabeleceram um centro urbano no século XIX. Os primeiros assentamentos da colonização tiveram origem em uma sesmaria doada pelo capitão Pedro da Rocha Maciel no Riacho Aracoiaba. Os primeiros assentamentos formaram uma pequena aldeia chamada "Canoa", que mais tarde se tornou uma delegacia. Em 1880, a estação ferroviária foi inaugurada em Moamba, Muamba ou Arraial de Santa Isabel. Em 1890, Aracoiaba, que era distrito na época, virou um município autônomo.
O município tem um Índice de Desenvolvimento Humano (IDH-M) médio, com um valor de 0,615, estando na octogésima sétima posição a nível estadual e o 3 796º percentil em nível federal. O atual prefeito municipal, Wellington Silva de Oliveira, membro do Progressistas (PP), foi eleito em 2020 com 59,92% dos votos. Aracoiaba faz parte da 67ª zona eleitoral do Ceará e tem 22 211 membros eleitos em dezembro de 2024. Sua área urbana é dividida em nove distritos, sendo Aracoiaba (sede) o de maior concentração populacional.

## Etimologia
O nome Aracoiaba se deriva do nome de um rio homônimo que atravessa o município. O topônimo aracoiaba vem do tupi ará (ave), cói (falar) e aba (lugar), e significa "lugar do canto das aves". A sua grafia antiga era Aracoaguaba, cuja análise conduz disto é "ocos de periquitos". Sua denominação original era Comum, depois Aldeia Canoa e, desde 1871, possui o nome Aracoiaba.

## História

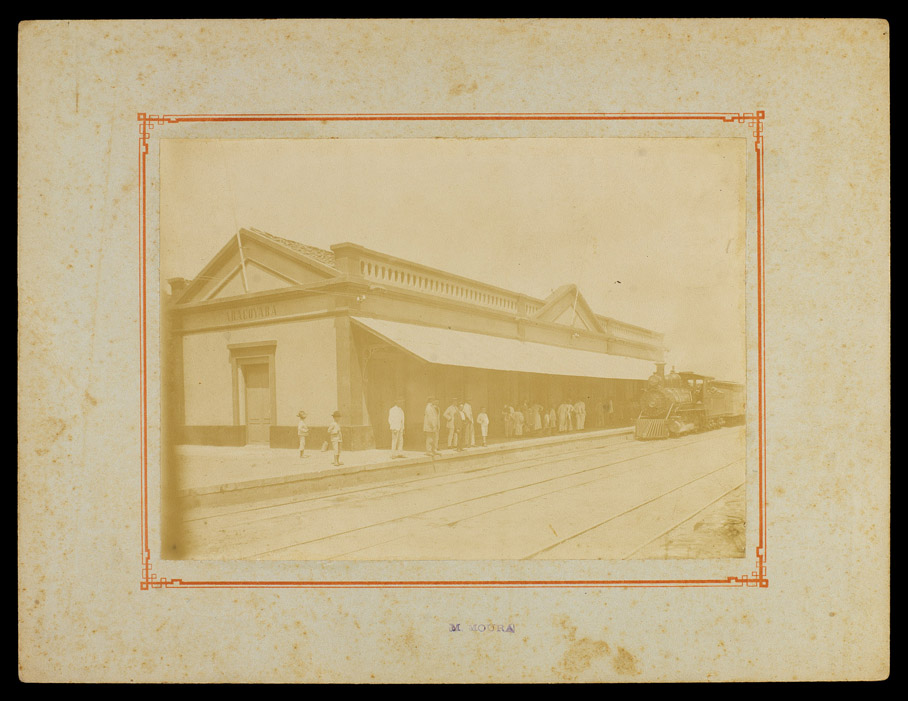
Estação de trem de Aracoiaba

A história de Aracoiaba mistura-se com a catequização realizada pelos jesuítas junto aos indígenas que habitavam a região, e a introdução da pecuária na época da carne seca e charque.
Aracoiaba era uma antiga comunidade do Ceará, remontando à primeira metade do século XVIII. Antes do início de sua colonização, a região era habitada por indígenas de origem tapuia: jenipapos, canindés, chorós e quesitos.
Em 1655, os jesuítas já estavam presentes na região do Maciço de Baturité, mais precisamente em Comum (atualmente Olho D'Água dos Padres Jesuítas) e, a partir deste no século XIX, surge um centro urbano. Em 1762, os jesuítas convidaram o ouvidor-geral da Província do Ceará, para subir a serra de Baturité, local que era de difícil acesso. Para chegar à serra, o ouvidor-geral teve de ir montado num burro, meio de transporte adequado e existente na região naquela época.
Os primeiros sinais da colonização do município surgem de uma doação de uma sesmaria ao capitão-mor Pedro da Rocha Maciel, localizada no Riacho Aracoiaba, que possuía três léguas de frente e uma de profundidade. Essas terras foram concedidas ao capitão-mor em 1735, que se estabeleceu ali e prosperou, atraindo outros habitantes para a região.
Ficava a sesmaria de Pedro da Rocha Maciel em um riacho que nasce na serra de Baturité e desagua no rio Choró, conhecido pelo nome de Aracoiaba. Era de se esperar que as terras marginais do rio Aracoiaba fossem ocupadas por lavradores, devido às vantagens que proporcionavam em termos de água e fertilidade para a agricultura, especialmente para o cultivo da cana-de-açúcar.
Assim, foram surgindo as primeiras moradias que formaram a pequena aldeia denominada "Canoa", onde, anos depois, o ato provincial de 18 de agosto de 1871 a transformou em sede de distrito policial.
Em 18 de agosto de 1871, foi criado o distrito com a denominação de Aracoiaba, pelo ato provincial, posteriormente confirmado pela lei provincial nº 1607, de 21 de agosto de 1874, subordinado ao município de Baturité. Aos 14 de fevereiro de 1880, na localidade de Moamba, Muamba ou Arraial de Santa Isabel, foi inaugurada a estação ferroviária de Aracoiaba.
Em 16 de agosto de 1890, por força da lei estadual nº 44, Aracoiaba, então distrito, tornou-se município autônomo, incorporando ao seu território áreas vizinhas e consolidando sua identidade administrativa no estado do Ceará.

## Geografia
O território de Aracoiaba ocupa 643,988 km² de área (0,4325% da superfície estadual), dos quais 6,6403 km² constituindo a área urbana, a uma altitude média de 102 metros acima do nível do mar. Os limites municipais de Aracoiaba são: a norte, os municípios de Baturité, Redenção e Barreira; a sul, Ibaretama; a leste, Ocara; e a oeste novamente Baturité. A cidade está 79 km da capital estadual, Fortaleza, e a 1 613 km de Brasília, capital federal. Na divisão territorial vigente desde 2017, instituída pelo IBGE, o município pertence à região geográfica imediata de Redenção-Acarape, dentro da região intermediária de Fortaleza; até então, com a vigência das divisões em microrregiões e mesorregiões, fazia parte da microrregião de Baturité, na mesorregião do Norte Cearense.
O relevo de Aracoiaba é caracterizado por formas aplainadas e pouco dissecadas, típicas da Depressão Sertaneja, com altitudes geralmente inferiores a 200 metros. Ao noroeste do território, encontram-se maciços residuais, que se elevam em contraste com as áreas mais planas, enquanto ao nordeste predominam os tabuleiros pré-litorâneos. Aracoiaba está situada em área de abrangência de rochas metamórficas, principalmente os gnaisses e migmatitos que formam o embasamento cristalino, provenientes do período Pré-Cambriano médio, com idade estimada entre um bilhão e 2,5 bilhões de anos.
O tipo de solo predominante é a areia quartzosa distrófica, que possui baixos níveis de fertilidade, e o podzólico vermelho amarelo e planossolos solódicos, que suportam diferentes tipos de cobertura vegetal. Há também o neossolo flúvico (também chamado de "solos aluviais") e o litossolo (solos litólicos). Esses solos são cobertos por uma vegetação de pequeno a médio porte, a caatinga arbustiva densa, que perde suas folhas na estação seca, enquanto a floresta subcaducifólia tropical fluvial e a mata seca é encontrada nas vertentes dos maciços residuais. Já nos tabuleiros pré-litorâneos, observa-se vegetação característica dessa formação.
Cortado pelos seus principais cursos d'água, rio Aracoiaba e rio Choró, bem como pelos riachos do Desafio, dos Cavalos, do Padre, da Barreirinha e do Quinxinxé, os dois últimos na divisa com o município de Ocara, todo o território municipal pertence à bacia hidrográfica metropolitana. Segundo o Plano Estadual de Recursos Hídricos do Ceará, o nível de açudagem estimado na época era de 14 açudes, com capacidade total estimada em 4 159 hm³.
O clima é como clima semiárido quente (Bsh segundo Köppen-Geiger) com uma pluviosidade média de 1 010,30 mm com chuvas concentradas de fevereiro a abril e inverno rigoroso com temperaturas médias que podem chegar a 24 a 26 °C. Segundo dados da Fundação Cearense de Meteorologia e Recursos Hídricos (FUNCEME), que possui dados pluviométricos de Aracoiaba desde 1972, a maior precipitação em 24 horas registrado em Aracoiaba foi de 105,3 mm em 7 de julho de 2020, seguido por 99 mm em 20 de abril de 1979, 98,4 mm em 9 de junho de 2005, 89 mm em 27 de abril de 2002 e em 12 de fevereiro de 1978, 86 mm em 13 de maio de 1985, 84 mm em 11 de abril de 2010 e 83 mm em 15 de abril de 1988.
| Dados climatológicos para Aracoiaba | Dados climatológicos para Aracoiaba | Dados climatológicos para Aracoiaba | Dados climatológicos para Aracoiaba | Dados climatológicos para Aracoiaba | Dados climatológicos para Aracoiaba | Dados climatológicos para Aracoiaba | Dados climatológicos para Aracoiaba | Dados climatológicos para Aracoiaba | Dados climatológicos para Aracoiaba | Dados climatológicos para Aracoiaba | Dados climatológicos para Aracoiaba | Dados climatológicos para Aracoiaba | Dados climatológicos para Aracoiaba |
| Mês                                 | Jan                                 | Fev                                 | Mar                                 | Abr                                 | Mai                                 | Jun                                 | Jul                                 | Ago                                 | Set                                 | Out                                 | Nov                                 | Dez                                 | Ano                                 |
| ----------------------------------- | ----------------------------------- | ----------------------------------- | ----------------------------------- | ----------------------------------- | ----------------------------------- | ----------------------------------- | ----------------------------------- | ----------------------------------- | ----------------------------------- | ----------------------------------- | ----------------------------------- | ----------------------------------- | ----------------------------------- |
| Temperatura máxima média (°C)       | 31,5                                | 30,6                                | 29,9                                | 29,5                                | 29,8                                | 29,7                                | 30,7                                | 32,7                                | 33,8                                | 34,1                                | 33,8                                | 32,8                                | 31,6                                |
| Temperatura média (°C)              | 26,6                                | 26,1                                | 25,7                                | 25,5                                | 25,7                                | 25,4                                | 25,7                                | 26,7                                | 27,2                                | 27,5                                | 27,5                                | 27,3                                | 26,4                                |
| Temperatura mínima média (°C)       | 23,3                                | 23,1                                | 22,9                                | 22,8                                | 22,6                                | 22,0                                | 21,8                                | 22,1                                | 22,6                                | 23,1                                | 23,5                                | 23,6                                | 22,8                                |
| Precipitação (mm)                   | 109                                 | 136                                 | 186                                 | 201                                 | 108                                 | 57                                  | 36                                  | 10                                  | 6                                   | 10                                  | 15                                  | 40                                  | 914                                 |
| Umidade relativa (%)                | 74                                  | 79                                  | 82                                  | 84                                  | 81                                  | 77                                  | 68                                  | 60                                  | 59                                  | 61                                  | 64                                  | 68                                  | 71,4                                |
| Fonte: Climate-Data.org             |                                     |                                     |                                     |                                     |                                     |                                     |                                     |                                     |                                     |                                     |                                     |                                     |                                     |

## Demografia
Entre os censos de 2010 e 2022, a população de Aracoiaba registrou um crescimento de pouco mais de 0,6% com uma taxa de crescimento geométrico anual de 0,07%. Com 25 553 habitantes no censo demográfico de 2022, (54,1% vivendo na zona urbana) o município ocupava apenas a 74ª colocação a nível estadual naquele ano, dos quais 50,18% do sexo feminino e 49,82% do sexo masculino, tendo uma razão de sexo de 99,27 (9 927 homens para cada 10 000 mulheres), em comparação com 25 391 habitantes no censo demográfico de 2010, que assumia a 75ª posição estadual. Quanto à faixa etária do censo de 2022, 67,5% dos habitantes tinham entre 15 e 64 anos, 20,9% menos de quinze anos e 11,61% 65 anos ou mais. A densidade demográfica, em 2022, era de 39,68 hab./km² (oitavo nono maior do Ceará), com uma média de 3,01 habitantes/domicílio.
No censo de 2010, levando-se em conta a nacionalidade da população, todos os habitantes eram brasileiros natos (76,47% nascidos no município), dos quais 99,39% naturais do Região Nordeste, 0,24% do Norte e 0,21% do Sudeste, além de 0,17% sem especificação. Entre os naturais de outras unidades da federação, os estados com os maiores percentuais de residentes em Aracoiaba eram a Rio Grande do Norte (0,25%), Pará (0,21%) e o Maranhão (0,1%), havendo ainda naturais de seis outros estados.
No quesito cor ou raça, segundo o mesmo censo, mais da metade dos habitantes 71,37% eram pardos, 22,1% brancos e 6,46% pretos, havendo também minorias de indígenas (0,01%) e amarelos (0,05%). A idade mediana da população é de 34 anos, sendo maior em pretos (43 anos) e menor em brancos (32 anos). Ainda segundo mesmo o censo, o último com dados divulgados sobre religião, a população de Aracoiaba era formada por católicos apostólicos romanos (87,58%), protestantes (9,84%), e testemunhas de Jeová (0,34%). Outros 1,74% não tinham religião, incluindo-se aí os ateus (0,15%), e 0,08% não tinham religião determinada.
O Índice de Desenvolvimento Humano (IDH-M) do município é considerado médio, de acordo com dados do Programa das Nações Unidas para o Desenvolvimento. Segundo dados do relatório de 2010, divulgados em 2013, seu valor era de 0,615, estando na octogésima sétima posição a nível estadual (em 184 municípios) e na 3 796ª a nível federal (de 5 565 municípios) e o índice de Gini passou de 2003 a 2010 de 0,41 para 0,51. Considerando-se apenas o índice de longevidade, seu valor é de 0,759, o valor do índice de renda é 0,550 e o de educação é 0,556.

## Política
O poder executivo em Aracoiaba é representado pelo prefeito e seu gabinete de secretários municipais e o poder legislativo é constituído pela câmara municipal, composto de vereadores eleitos na forma da legislação vigente. O primeiro prefeito do município foi Eduardo de Castro e Silva, sendo eleito para o mandato de 1936 a 1937, o atual, Wellington Silva de Oliveira, do Progressistas (PP), foi eleito em 2024 com 50,69% dos votos válidos, tendo como vice Selma Maria Bezerra Gomes.
De acordo com a lei orgânica de Aracoiaba, promulgada em 21 de março de 2007, são poderes do município ambos executivo e legislativo, independentes e harmônicos entre si, cujos representantes são eleitos pelo voto direto para mandatos de quatro anos. Existem também alguns conselhos municipais em atividade: direitos da criança e do adolescente, direitos do idoso, segurança pública, meio ambiente e tutelar. De acordo com o Tribunal Superior Eleitoral (TSE), Aracoiaba pertence à 67ª zona eleitoral do Ceará e possuía, em dezembro de 2024, 22 211 eleitores, o que representa 0,356% do eleitorado cearense.

## Subdivisões
A área urbana de Aracoiaba é constituída por um total de nove distritos: Aracoiaba (sede), Ideal, Jaguarão, Jenipapeiro, Lagoa de São João, Milton Belo, Pedra Branca, Plácido Martins e Vazantes. Aracoiaba (sede) é o distrito com a maior concentração populacional, abrigando quase metade da população municipal total.
| Aracoiaba (sede)  | 16 de agosto de 1890  | Lei provincial nº 1607 | 12 551 | 49,11 |
| Ideal             | 21 de outubro de 1963 | Lei estadual nº 6702   | 4 091  | 16,01 |
| Jaguarão          | 18 de janeiro de 1990 | Lei municipal nº 415   | 1 067  | 4,17  |
| Jenipapeiro       | 18 de janeiro de 1990 | Lei municipal nº 410   | 1 093  | 4,27  |
| Lagoa de São João | 18 de janeiro de 1990 | Lei municipal nº 412   | 1 473  | 5,76  |
| Milton Belo       | 18 de janeiro de 1990 | Lei municipal nº 414   | 2 414  | 9,44  |
| Pedra Branca      | 18 de janeiro de 1990 | Lei municipal nº 413   | 295    | 1,15  |
| Plácido Martins   | 18 de janeiro de 1990 | Lei municipal nº 411   | 815    | 3,18  |
| Vazantes          | 1911                  | -                      | 1 754  | 6,86  |
| Total             | -                     | -                      | 25 553 | 100   |

## Economia
Segundo o IBGE, o Produto Interno Bruto (PIB) do município de Aracoiaba em 2021 era de R$ 266 421 mil, dos quais R$ 117 270 mil da administração pública, R$ 80 018 mil do setor de serviços, R$ 42 995 mil da agropecuária, R$ 15 576 mil da arrecadação de impostos e R$ 10 560 mil da indústria. O PIB per capita era de R$ 10 015,85.
No setor primário, a principal atividade econômica reside na agricultura. Na lavoura temporária de 2023 foram produzidos milho (2 522 t), mandioca (1 145 t), feijão (713 t), cana-de-açúcar (370 t), tomate (70 t) e arroz (17 t), e na lavoura permanente foi reportada a produção de castanha-de-caju (1 188 t), mamão (189 t), manga (175 t), banana (160 t), goiaba (54 t) e laranja (38 t), além de coco (214 mil frutos). No extrativismo vegetal, há a fabricação de carvão vegetal, a extração de madeiras diversas para lenha e a construção de cercas, além de atividades com oiticica (Licania rigida), babaçu (Attalea speciosa) e carnaúba (Copernicia prunifera). Segundo o IBGE, na extração vegetal de 2023 foram produzidos 33 000 metros cúbicos de lenha, 2 301 metros cúbicos de madeira em tora, 32 toneladas de carvão vegetal e 31 toneladas de carnaúba.
Ao mesmo tempo, a avicultura do município possuía um rebanho de 1 234 800 galináceos (frangos, galinhas, galos e pintinhos), 10 700 bovinos, 1 400 caprinos, 3 400 ovinos, 3 380 suínos e 800 equinos. No mesmo ano, 2 100 vacas foram ordenhadas e houve a produção de 300 000 kg de tilápia e 16 900 kg de camarão. Na área de mineração, são extraídas rochas ornamentais, rochas para cantaria, brita, placas para fachadas e outros materiais de uso diversos na construção civil.
No setor terciário, salários, juntamente com outras remunerações, somavam 54 965 mil reais e o salário médio mensal de todo município era de 1,6 salários mínimos. Havia 285 unidades locais, sendo 282 atuantes.

## Infraestrutura

### Saúde
A rede de saúde de Aracoiaba dispunha, em 2009, de 18 estabelecimentos de saúde, sendo 17 públicos municipais e um privado, uma particular e 17 conveniados ao Sistema Único de Saúde (SUS), com um total de 51 leitos para internação. Nestes estabelecimentos, em 2022, foram registrados 245 óbitos (140 de homens e 105 de mulheres), 69 por doenças no sistema circulatório, 46 por doenças no sistema respiratório, 31 por tumores (neoplasias), 14 por doenças no sistema digestivo e uma por paralisias infectocontagiosos.
Em 2010, a expectativa de vida ao nascer do município era de 70,56 anos, a taxa de mortalidade infantil de 14,71 por mil nascimentos e a taxa de fecundidade de 2,25 filhos por mulher. Em abril do mesmo ano, a rede profissional de saúde era constituída por 121 médicos, 30 clínicos gerais, 28 auxiliares de enfermagem, 23 anestesistas 20 médicos de família, 19 cirurgiões-gerais, 18 enfermeiros, 12 cirurgiões-dentistas, sete farmacêuticos, seis fisioterapeutas, seis gineco-obstetras, cinco técnicos de enfermagem, dois nutricionistas, um assistente social, um psicólogo, um fonoaudiólogo e um radiologista, totalizando 301 profissionais.

### Educação
| 2005 | 2,7 | 2,9 | -   |
| 2007 | 3,3 | 3,4 | -   |
| 2009 | 3,6 | 3,3 | -   |
| 2011 | 3,9 | 3,2 | -   |
| 2013 | 4,3 | 3,8 | -   |
| 2015 | 5,1 | 4,2 | -   |
| 2017 | 5,6 | 4,6 | 4,2 |
| 2019 | 5,2 | 4,9 | 4,7 |
| 2021 | 5,4 | 4,7 | 4,4 |
| 2023 | 6,1 | 4,7 | 4,6 |

O fator "educação" do IDH no município atingiu em 2010 a marca de 0,556, ao passo que a taxa de alfabetização da população acima dos dez anos indicada pelo último censo demográfico do mesmo ano foi de 72,8% (68% para os homens e 77,7% para as mulheres). Em 2023, o município possuía uma rede de 16 escolas do pré-escolar (49 docentes), 18 de ensino fundamental (com 233 docentes) e três de ensino médio (73 docentes), com um total de 6 269 matrículas, os sendo 1 523 no ensino infantil, 3 367 no ensino fundamental e 1 379 no ensino médio.
No censo de 2010, da população total, 8 071 frequentavam creches ou escolas, 7 477 na rede pública de ensino (93,26%) e 540 na rede particular (6,74%), sendo que 4 558 cursavam o regular do ensino fundamental (56,86%), 1 309 o regular do ensino médio (16,33%), 992 no pré-escolar (12,38%), 298 na educação de jovens e adultos do ensino fundamental (3,72%), 178 na alfabetização de jovens e adultos (2,22%), 168 estavam em creches (2,1%), 160 em cursos superiores de graduação (2%), 148 na educação de jovens e adultos do ensino médio (1,84%), 111 em classes de alfabetização (3,24%), 35 na especialização de nível superior (0,44%) e sete no mestrado (0,09%). Levando-se em conta o nível de instrução da população com idade superior a dez anos, 14 028 não possuíam instrução e ensino fundamental incompleto (65,35%), 3 579 tinham fundamental completo e superior incompleto (16,68%), 3 091 com médio completo e superior incompleto (14,40%), 550 com superior completo (2,56%) e 216 com nível indeterminado (1,01%).

### Saneamento
O serviço de abastecimento de água de Aracoiaba é feito pela Companhia de Água e Esgoto do Ceará (CAGECE) e a empresa responsável pelo fornecimento de energia elétrica é a Enel Distribuição Ceará (COELCE). A voltagem da rede é de 220 volts, sendo que no ano de 2011 existiam 9 154 consumidores e foram consumidos 13 150 MWh de energia. Com um total de 7 020 domicílios em 2010, 4 359 domicílios eram abastecidos pela rede geral de distribuição (62,09%); 1 251 de rios, açudes, lagos ou igarapés (17,82%); 899 a partir de poços (12,8%) e 405 através de carro-pipa ou água da chuva (5,77%), além de 106 outras formas (1,51%). Do total de domicílios, 6 954 tinham energia elétrica (99,06%), sendo 6 940 a partir da companhia distribuidora (98,86%) e 14 a partir de uma outra fonte (0,2%). O lixo era coletado em 3 647 domicílios (51,95%), dos quais 1 893 por caçambas (26,97%) e 1 754 por serviço de limpeza (24,99%).
Na última Pesquisa Nacional de Saneamento Básico (PNSB), realizada em 2017, Aracoiaba possuía uma rede de abastecimento de água com 59 km de tubulações que abasteciam 6 498 ligações ou economias, dos quais 6 317 residenciais. Em média eram tratados 2 808 m³/dia de água, sendo que apenas 2 184 m³ chegavam aos locais de consumo, resultando em um índice de perdas de 22,2%. O índice de consumo per capita chegava a 336,1 litros diários por economia.

### Comunicação e transporte
O código de área (DDD) de Aracoiaba é 085 e o Código de Endereçamento Postal (CEP) é na faixa de 62750-000 a 62754-999. Há cobertura de três operadoras de telefonia: Claro, Oi, TIM e Vivo, sendo Oi em 3G e a demais 4G. Em 2010 o município tinha 70,09% de seus domicílios com água canalizada, 99,06% com eletricidade e 51,25% com coleta de lixo. Ao mesmo tempo, 62,08% tinham somente telefone celular, 0,4% apenas fixo e 4,55% possuíam ambos, enquanto que 32,98% não tinham nenhum.
A frota municipal no ano de 2023 era de 4 362 motocicletas, 2 263 automóveis, 412 caminhonetes, 157 caminhões, 156 motonetas, 91 reboques, 64 camionetas, 44 ônibus, 33 micro-ônibus, 28 utilitários, 11 semirreboques, oito ciclomotores, quatro caminhões-trator, e um triciclo, totalizando 7 634 veículos. No transporte rodoviário, Aracoiaba possui um terminal rodoviário e é cortada por rodovias estaduais, como a CE-060, que liga o município a Fortaleza e a outras cidades do Maciço de Baturité, além de rodovias secundárias que facilitam o acesso a regiões vizinhas.

## Cultura
O principal evento cultural são os festejos de paróquia de Aracoiaba, cuja padroeira é Nossa Senhora da Conceição, pertence à arquidiocese de Fortaleza e foi criada em 22 de maio de 1914 pelo bispo auxiliar Manuel da Silva Gomes, cuja festa religiosa alusiva à padroeira é 8 de dezembro, constando de missa solene, novenários, procissão, quermesse e leilões. Outra festa bastante popular são as Novenas de São Francisco, que começa no final do mês de setembro e termina no dia 4 de outubro, atraindo muitas pessoas de todas as localidades vizinhas. No município, o catolicismo é uma das religiões predominantes e também são realizados eventos em diversas modalidades esportivas, como o futebol.
Há também a Orquestra de Sopros Municipal de Aracoiaba, fundada em 1916, respectivamente, bem como grupos de capoeira, dança, desenho/pintura, manifestação tradicional popular, orquestra e teatro. O artesanato é outra forma espontânea da expressão cultural aracoiabense, tendo como principais atividades o bordado, couro e tecelagem.
A principal atração ecoturística aracoiabense é a Pedra Aguda, uma elevação íngreme. Em nele, é possível praticar esportes radicais como trilhas, escaladas e rapel. O local possui 250 metros de altura e se situa a uma circunferência de 12 km.

### Feriados municipais
Em Aracoiaba, além dos feriados nacionais e estaduais e dos pontos facultativos, há dois feriados municipais: o dia 16 de agosto, que celebra a fundação e emancipação política de Aracoiaba, e o dia 8 de dezembro, dedicado à padroeira Nossa Senhora da Conceição.